# رویداد هاینریش

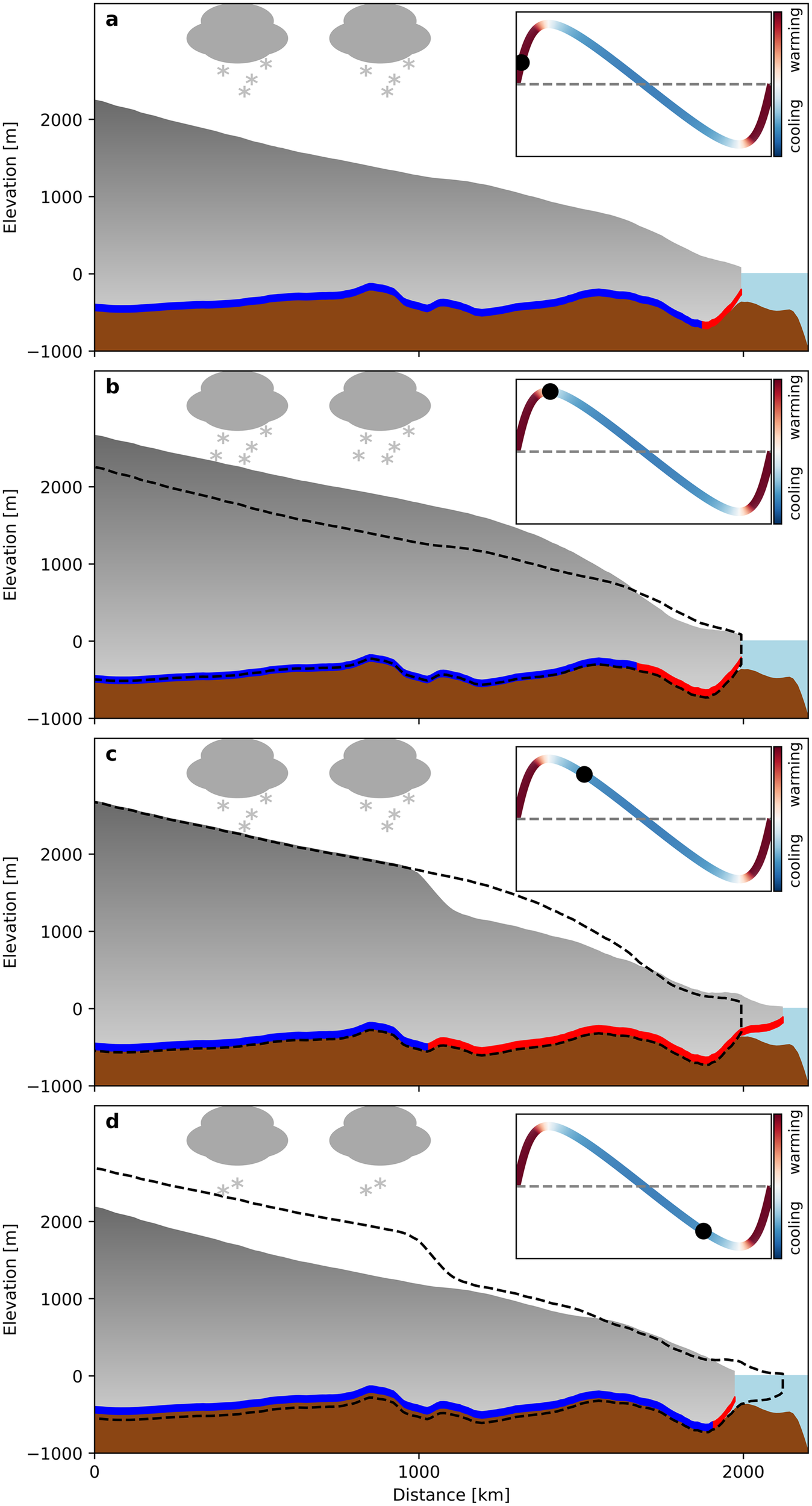

رویداد هاینریش (انگلیسی: Heinrich event)، یک پدیده طبیعی است که در آن گروه‌های بزرگی از کوه‌های یخ از ورقه یخی یخسار لارنتی جدا می‌شوند و از تنگه هادسن به اقیانوس اطلس شمالی عبور می‌کنند. آنها در پنج دوره از هفت دوره یخبندان گذشته در ۶۴۰۰۰۰ سال گذشته رخ داده‌اند. رویدادهای هاینریش به‌ویژه برای آخرین دوره یخبندان به خوبی مستند شده‌اند، اما به‌ویژه در یخبندان ماقبل آخر غایب هستند. کوه‌های یخ حاوی توده‌های سنگی بودند که توسط یخچال‌های طبیعی فرسایش یافته بودند، و با ذوب شدن، این مواد به‌عنوان زباله‌های قایق شده یخی (به اختصار IRD) به کف دریا ریخته شد و رسوباتی به نام «لایه‌های هاینریش» را تشکیل داد.